# Mühle und Bäckerei Doering

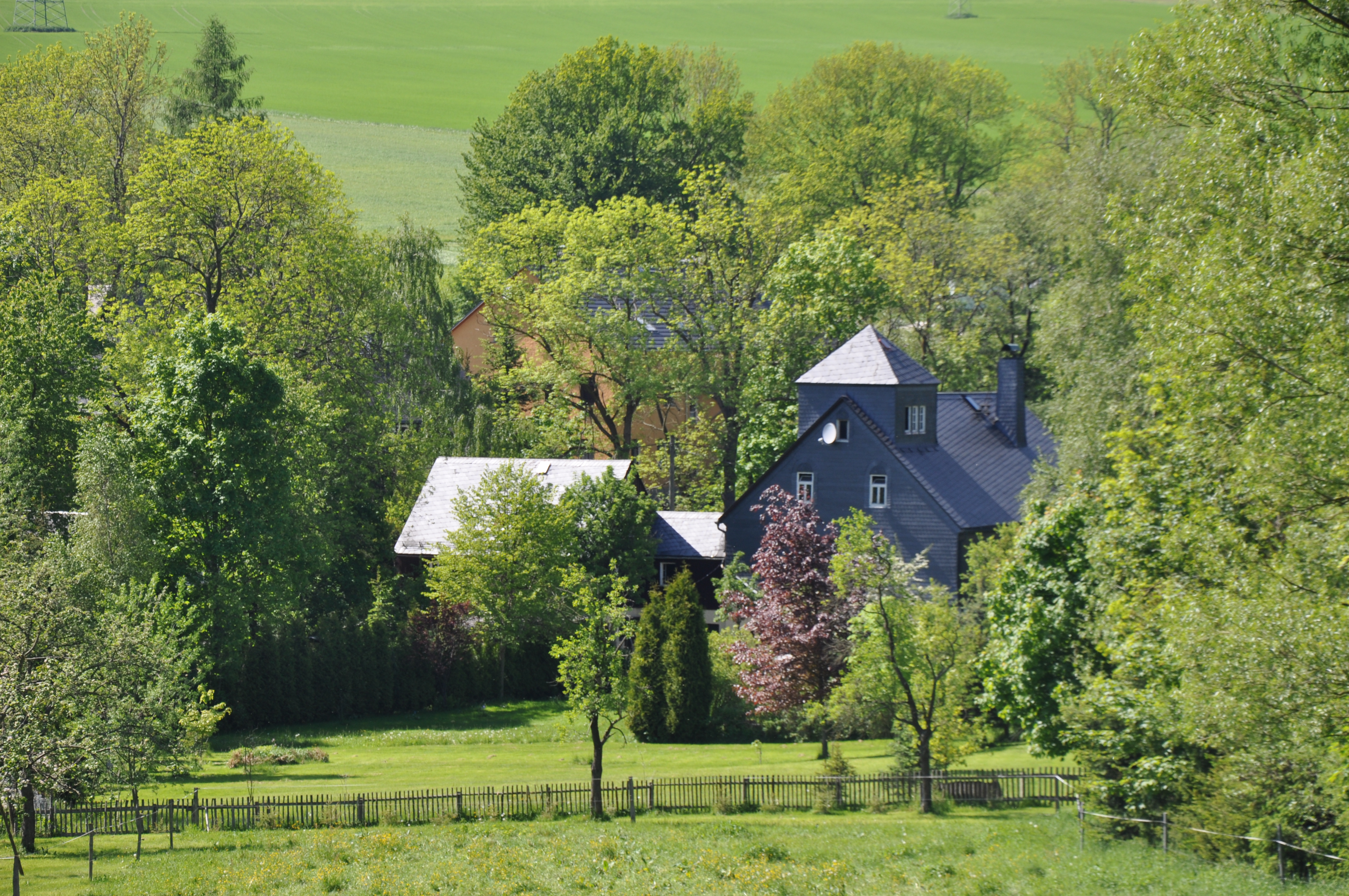
Mühle und Bäckerei Doering Schwarzbach

Die Mahlmühle Doering war eine klassische Gerichtsmühle im Elterleiner Ortsteil Schwarzbach im sächsischen Erzgebirgskreis. Der erste Besitzer wurde 1531 erwähnt. Heute ist die Mühle Station der „Mühlentour an der Silberstraße“.

## Geschichte
Die Mühle war ursprünglich eine Gerichtsmühle, denn eine Mühle zu bauen, stand zuallererst dem Dorfrichter zu. Die sesshaft gewordenen Ansiedler des ausgehenden Mittelalters bauten auf ihren Nutzflächen vorwiegend Getreide an, somit war eine Mahlmühle notwendig, denn Brot war das wichtigste Nahrungsmittel dieser Zeit.

### Besitzer
| Jahr | Besitzer                                                  |
| ---- | --------------------------------------------------------- |
| 1531 | Matthes Eysenkolb wird als erster Besitzer erwähnt.       |
| 1558 | Erbrichter Blasius Neumann                                |
| 1567 | Erbrichter Wolff Anger                                    |
| 1569 | Erbrichter Joachim Kreusel                                |
| 1590 | Erbrichter Hans Fuchs                                     |
| 1595 | Erbrichter Hieronymus Schmidt, Wolff Kreusel              |
| 1617 | Erbrichter Andreas Kreusel                                |
| 1630 | Erbrichter Georg Kreusel                                  |
| 1660 | Erbrichter Joachim Kreusel                                |
| 1695 | Erbrichter Hans Weigel                                    |
| 1720 | Johann Weigel, Georg Harnisch                             |
| 1746 | Erbrichter Christian Heinrich Lorenz                      |
| 1751 | Meister Gottfried Emmrich                                 |
| 1760 | Johann Georg Müller                                       |
| 1774 | Christian Gottlob Fischer                                 |
| 1804 | Adolf F. Gehlert (bis 1891 in Familienbesitz)             |
| 1834 | Carl Gottlob Gehlert; Einbau einer Brot- und Weißbäckerei |
| 1868 | Die sog. Gehlert-Mühle brennt ab.                         |
| 1891 | Christian Gottlieb Demmler, Helene Liddy Mey              |
| 1893 | Christian Carl Nendel                                     |
| 1894 | Christian Gottlieb Demmler                                |
| 1897 | Johann Hahn                                               |
| 1918 | Emilie Thekla verw. Oertel, geb. Stengel                  |
| 1932 | Obermüller Oskar Eduard Doering                           |
| 1968 | Bäckermeister und Müller Horst Doering                    |

1990 wurde die Mühle stillgelegt, nur der Bäckereibetrieb läuft weiter.
1993 wurde die Mühle unter Denkmalschutz gestellt und ab 1998 begann die Sanierung. Später ist sie als Schauobjekt vorgesehen.

## Ausrüstung
Der Antrieb erfolgt mit einem oberschlächtigen Wasserrad mit einer Leistung von max. 7 kW. Wasser wird durch den Mühlgraben vom Schwarzbach abgeleitet. Ein Elektromotor ist bei Bedarf vorhanden (5 PS). Ein Stauwehr existiert etwa 200 m den Schwarzbach aufwärts.
Die gesamte Anlage ist komplett erhalten. Walzenstühle, Schrotgang, Plansichter, Getriebe usw. können besichtigt werden.